# 来迎寺 (鎌倉市材木座)
来迎寺（らいこうじ）は、神奈川県鎌倉市材木座二丁目（字能蔵寺）にある時宗の寺院。

## 歴史
1194年（建久5年）、源頼朝の開基である。衣笠城合戦で戦死した三浦義明の菩提を弔うために寺を創建した。当初は真言宗の寺院で「能蔵寺」と称していた。その後、音阿によって時宗に転宗し「来迎寺」に改称した。
当寺の本尊は阿弥陀如来で、三浦義明の守護仏といわれている。
当寺には、2基1組の五輪塔が安置されている。これは三浦義明と多々良重春の墓と伝えられている。多々良重春は石橋山の戦いに敗れて戦死した武将である。

## 交通アクセス
- 鎌倉駅より徒歩18分。